# Lövkojor
Lövkojor (Matthiola) är ett släkte av korsblommiga växter. Lövkojor ingår i familjen korsblommiga växter.

## Bildgalleri

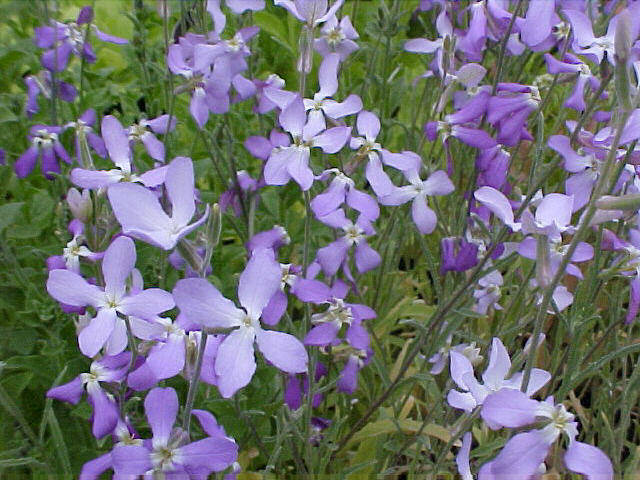
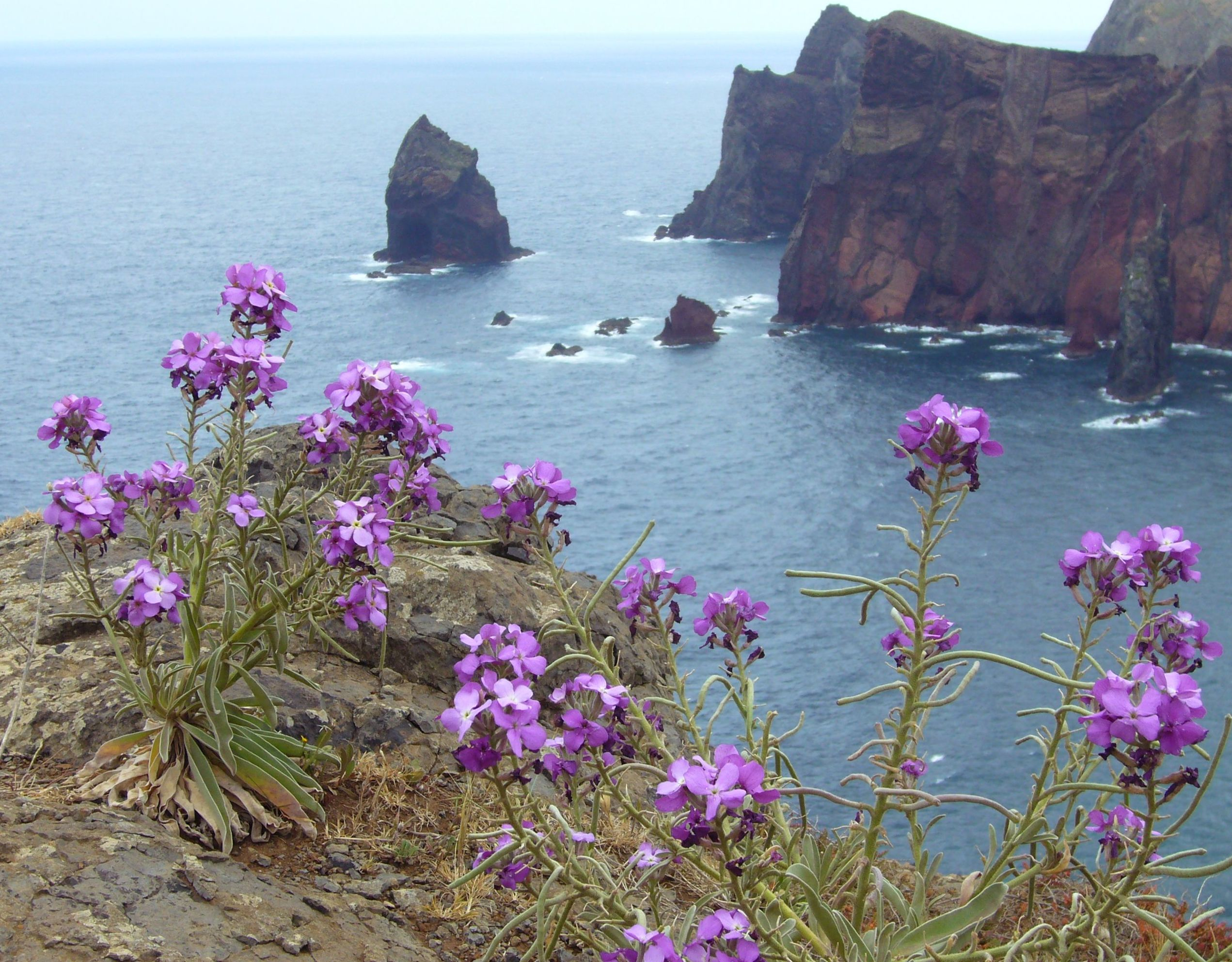
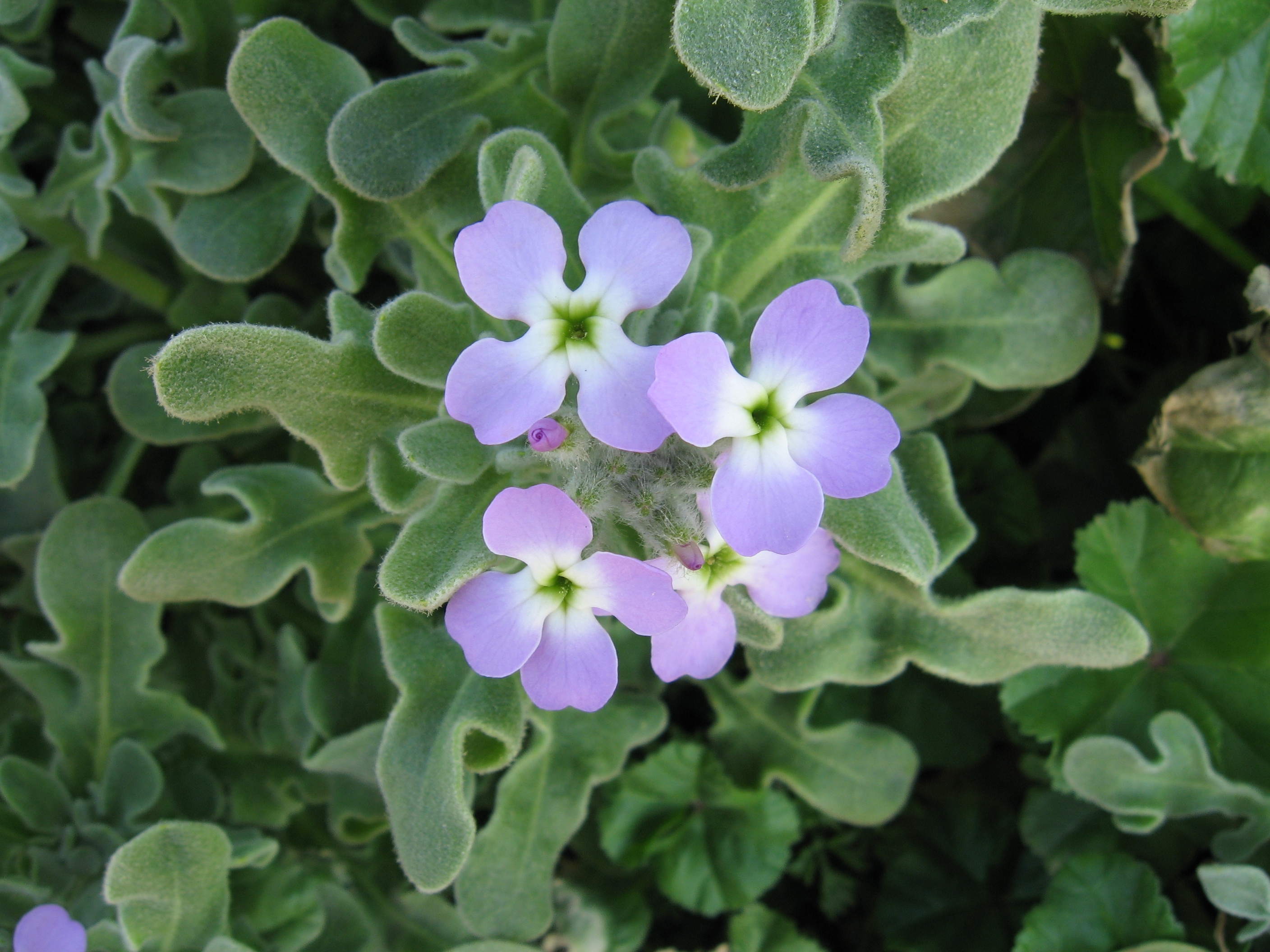
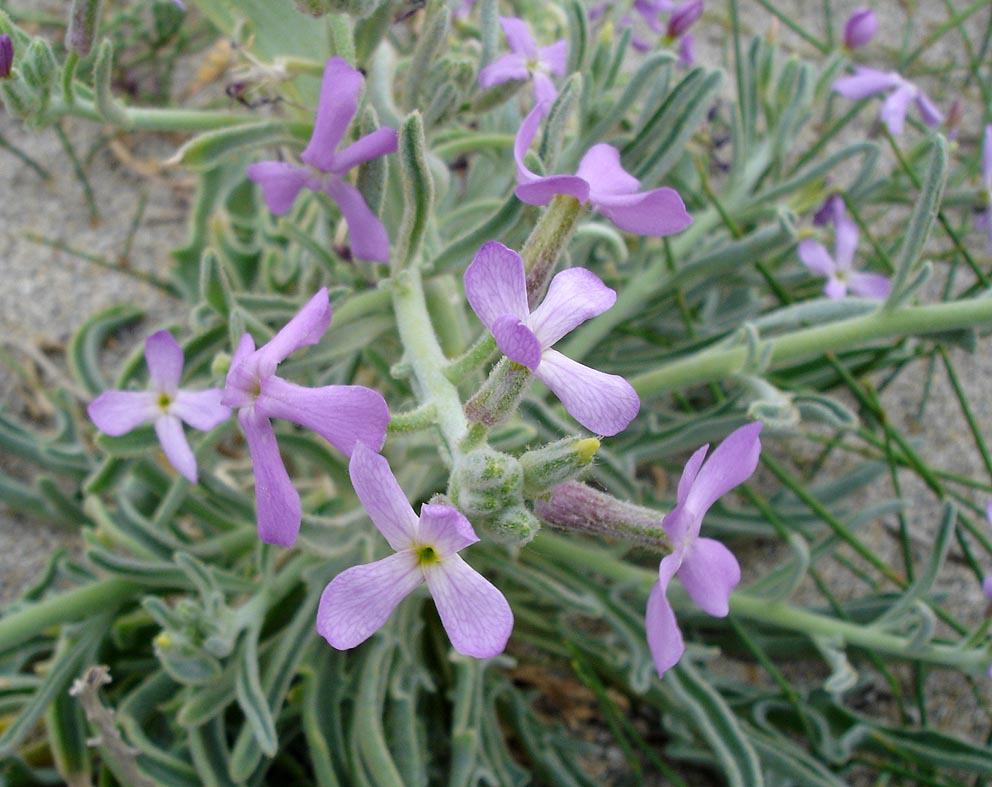
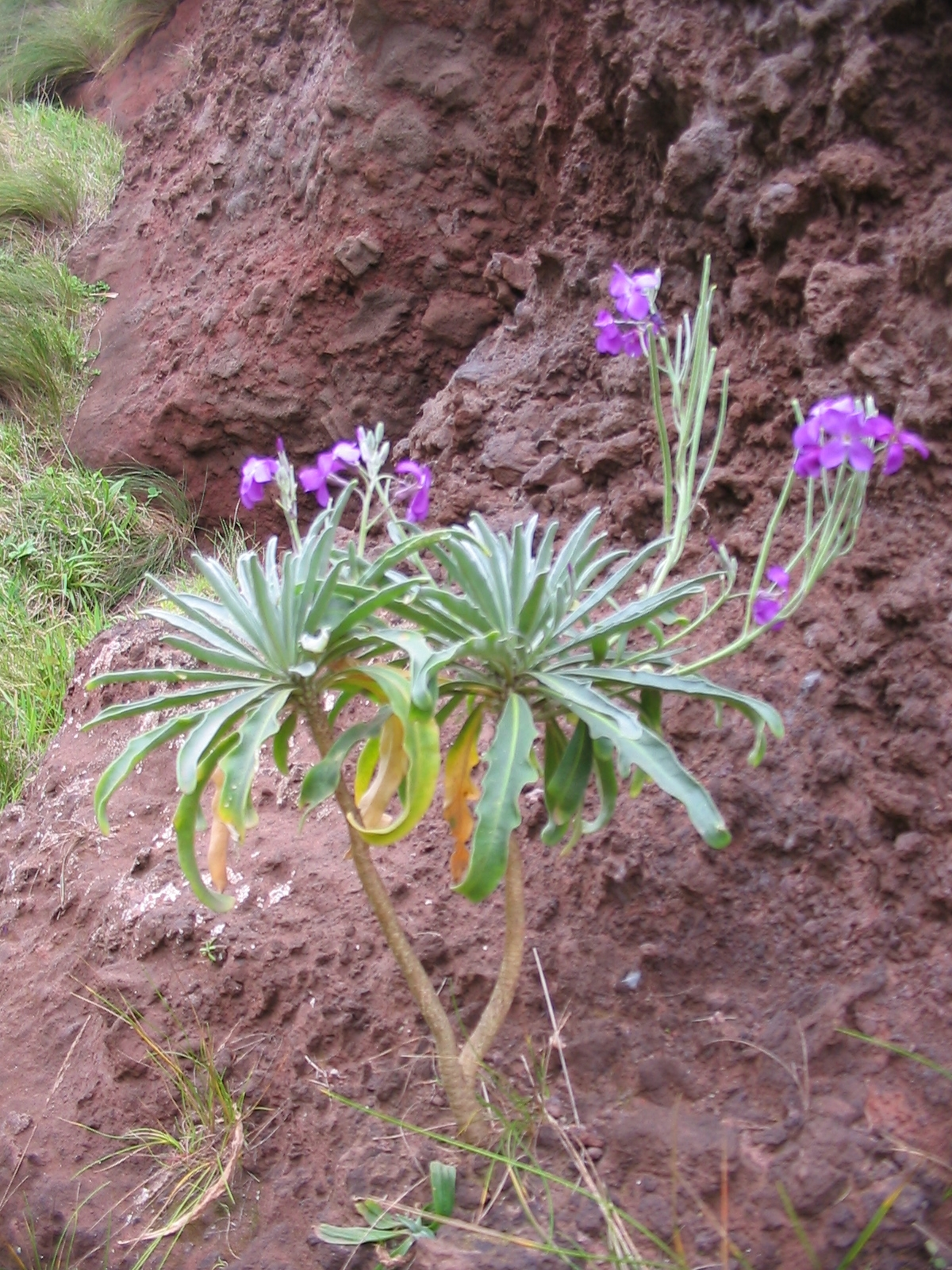
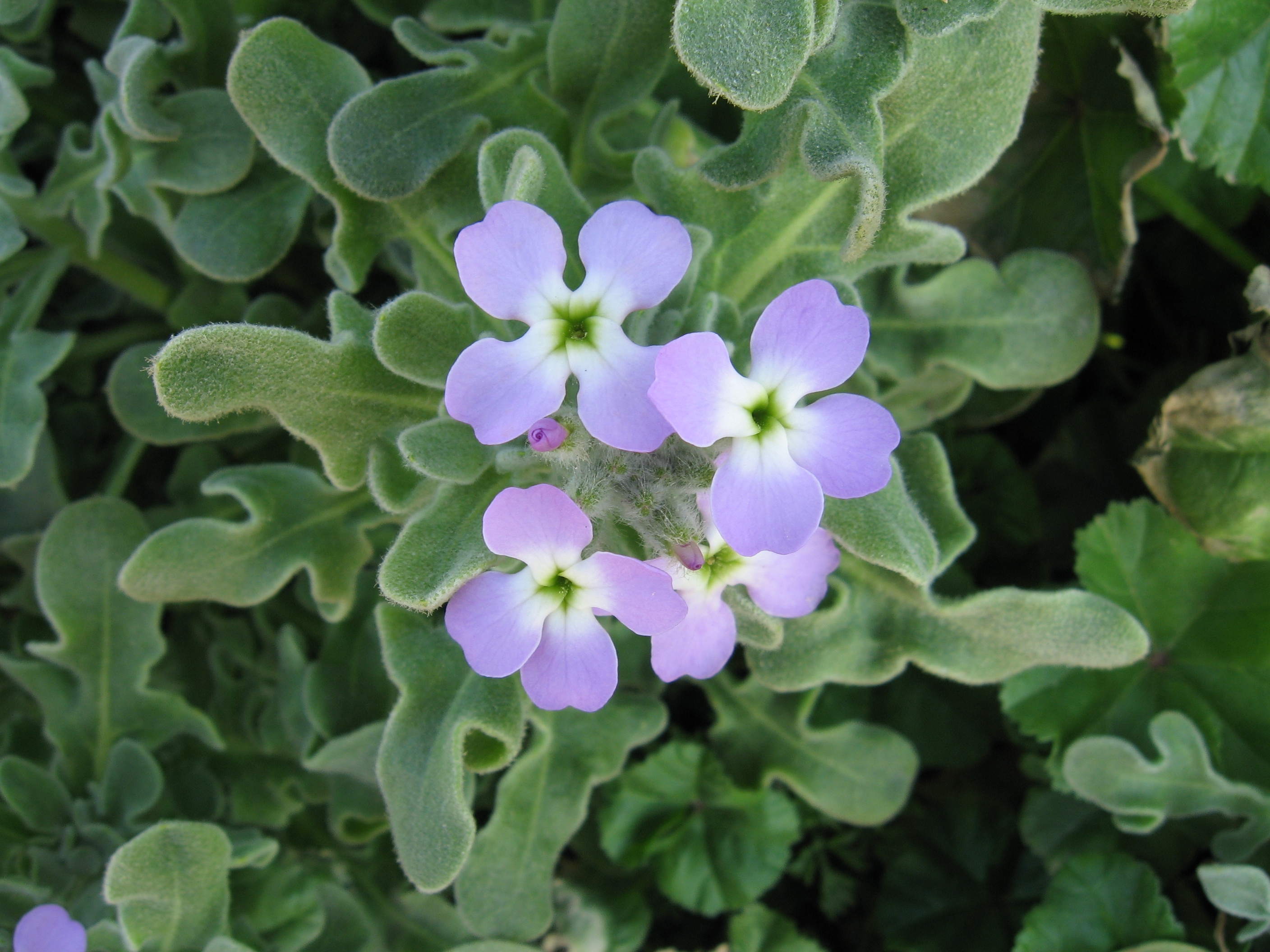

## Dottertaxa till Lövkojor, i alfabetisk ordning[1]
- Matthiola afghanica
- Matthiola alyssifolia
- Matthiola anchoniifolia
- Matthiola arabica
- Matthiola bucharica
- Matthiola capiomontana
- Matthiola caspica
- Matthiola chenopodiifolia
- Matthiola chorassanica
- Matthiola codringtonii
- Matthiola crassifolia
- Matthiola czerniakowskae
- Matthiola daghestanica
- Matthiola damascena
- Matthiola dumulosa
- Matthiola erlangeriana
- Matthiola farinosa
- Matthiola flavida
- Matthiola fragrans
- Matthiola fruticulosa
- Matthiola ghorana
- Matthiola glutinosa
- Matthiola graminea
- Matthiola incana
- Matthiola longipetala
- Matthiola lunata
- Matthiola macranica
- Matthiola maderensis
- Matthiola maroccana
- Matthiola masguindalii
- Matthiola montana
- Matthiola obovata
- Matthiola odoratissima
- Matthiola ovatifolia
- Matthiola parviflora
- Matthiola perennis
- Matthiola perpusilla
- Matthiola revoluta
- Matthiola robusta
- Matthiola sinuata
- Matthiola spathulata
- Matthiola stoddartii
- Matthiola subglabra
- Matthiola superba
- Matthiola tatarica
- Matthiola tianschanica
- Matthiola torulosa
- Matthiola tricuspidata
- Matthiola trojana